# Mononchus italicus
Mononchus italicus is een rondwormensoort uit de familie van de Mononchidae. De wetenschappelijke naam van de soort is voor het eerst geldig gepubliceerd in 1959 door Andrássy.